# 绍瑟纳克
绍瑟纳克（法語：Chaussenac）是法国康塔尔省的一个市镇，属于莫里阿克区（Mauriac）普洛县（Pleaux）。该市镇总面积16.13平方公里，2009年时的人口为219人。

## 人口
绍瑟纳克人口变化图示
| 数据来源：INSEE |